# Hot Rockin'
«Hot Rockin'» es una canción de la banda británica de heavy metal Judas Priest, incluida como la tercera pista del álbum Point of Entry de 1981. En abril del mismo año se publicó como el tercer sencillo del disco, entrando en el puesto 60 en los UK Singles Chart.
Escrita por Rob Halford, K.K. Downing y Glenn Tipton, sus letras tratan sobre los sentimientos que tienen los músicos antes de subir al escenario y las sensaciones al ver al público presente. Por otro lado y en el mismo año se grabó un vídeo musical, que muestra en un principio la preparación de los integrantes de la banda antes de dar un concierto. Luego aparecen tocando frente a sus fanáticos, donde sus instrumentos comienzan a encenderse y para el final Rob está completamente cubierto en llamas.
Cabe señalar que las canciones en vivo que incluye el disco de vinilo, fueron grabadas el 16 de febrero de 1981 en París como parte de la gira promocional World Wide Blitz Tour.

## Lista de canciones
Todas las canciones escritas por Halford, Downing y Tipton.

| Vinilo de 7" |                              |          |  |
| N.º          | Título                       | Duración |  |
| 1.           | «Hot Rockin'»                | 3:17     |  |
| 2.           | «Breaking the Law» (en vivo) | 2:35     |  |

| Vinilo de 7" - versión exclusiva |                |          |  |
| N.º                              | Título         | Duración |  |
| 1.                               | «Hot Rockin'»  | 3:17     |  |
| 2.                               | «Solar Angels» | 4:04     |  |

| Vinilo de 12" |                                   |          |  |
| N.º           | Título                            | Duración |  |
| 1.            | «Hot Rockin'»                     | 3:17     |  |
| 2.            | «Breaking the Law» (en vivo)      | 2:35     |  |
| 3.            | «Living After Midnight» (en vivo) |          |  |

## Músicos
- Rob Halford: voz
- K.K. Downing: guitarra eléctrica
- Glenn Tipton: guitarra eléctrica
- Ian Hill: bajo
- Dave Holland: batería